# Kobold kópék
A Kobold kópék (eredeti cím: The Little Wizards) egy amerikai rajzfilmsorozat, amely 1987-ben készült. Zenéjét Shuki Levy és Haim Saban szerezték. Magyarországon videókazettán is kiadták.

## Ismertető
A király halála után a hatalmat a gonosz Renwick követeli magáénak, ezért a néhai király fia, Dexter herceg megszökik a palotából. Egy erdei fában lakó varázslóhoz, Phineashoz és annak sárkány segédjéhez, Luluhoz kerül tanoncnak, hogy királyi ambícióinak elérését segítendő, elsajátítsa a varázslás fortélyait. Egy félresikerült kísérlet során három teremtményt hoznak létre.

## Szereplők
| Szereplő           | Eredeti hang   | Magyar hang      | Leírás |
| ------------------ | -------------- | ---------------- | ------ |
| Dexter herceg      | Scott Menville | Bolba Tamás      |        |
| Phineas            | Danny Mann     | Szabó Ottó       |        |
| Gump               | Charlie Adler  | Hankó Attila     |        |
| Winkle             | Katie Leigh    | Prókai Annamária |        |
| Boo                | Joey Camen     | Wohlmuth István  |        |
| Lulu               | Frank Welker   | Csere Ágnes      |        |
| Renwick            | Peter Cullen   | Kun Vilmos       |        |
| Supkás manó király | N/A            | Kun Vilmos       |        |
| Clovie             | N/A            | Orosz Helga      |        |
| Ralph, a zöld manó | N/A            | Lippai László    |        |
| Colvie anyja       | N/A            | Czigány Judit    |        |
| Nagyi manó         | N/A            | Czigány Judit    |        |

További magyar hangok: Antal László, Balázsi Gyula, Balogh Erika, Bartucz Attila (Fiatal Renwick; Gormul), Csuja Imre, Csurka László (Zokni), Dengyel Iván, Elekes Pál, Györgyi Anna (Luica hercegnő), Hollósi Frigyes (Fegyverkovács), Imre István, Kautzky Armand (Flúgos), Makay Sándor (Varázstanár), Minárovits Péter (Fiatal Phineas), Ráckevei Anna, Pásztor Erzsi, Pethes Csaba, Pregitzer Fruzsina, Rosta Sándor, Simon György (Orkok vezére), Szokolay Ottó, Varga Tamás, Várkonyi András

## Epizódlista
| #   | Magyar cím             | Eredeti cím                      | Bemutató             |  |
| --- | ---------------------- | -------------------------------- | -------------------- |  |
|     |                        |                                  |                      |  |
| 1.  | Az énekelő kard        | The Singing Sword                | 1987. szeptember 26. |  |
|     |                        |                                  |                      |  |
| 2.  | A csúnya manó          | The Ugly Elfling                 | 1987. október 3.     |  |
|     |                        |                                  |                      |  |
| 3.  | Kacsamentők            | Everything's Ducky               | 1987. október 10.    |  |
|     |                        |                                  |                      |  |
| 4.  | Látogatók a jövőből    | Zapped From The Future           | 1987. október 17.    |  |
|     |                        |                                  |                      |  |
| 5.  | Varázsvásár            | I Remember Mama                  | 1987. október 24.    |  |
|     |                        |                                  |                      |  |
| 6.  | Az unikornis szarva    | The Unicorn's Nada               | 1987. október 31.    |  |
|     |                        |                                  |                      |  |
| 7.  | A sárkánytojás         | A Dragon Tale                    | 1987. november 7.    |  |
|     |                        |                                  |                      |  |
| 8.  | Egy kis kellemetlenség | A Little Trouble                 | 1987. november 14.   |  |
|     |                        |                                  |                      |  |
| 9.  | Boszorkánycsütörtök    | Things That Go Gump In The Night | 1987. november 21.   |  |
|     |                        |                                  |                      |  |
| 10. | Gump királysága        | The Gump Who Would Be King       | 1987. november 28.   |  |
|     |                        |                                  |                      |  |
| 11. | Bú testőre             | Puff-Pod Blues                   | 1987. december 5.    |  |
|     |                        |                                  |                      |  |
| 12. | Káros szenvedély       | Boo's Boyfriend                  | 1987. december 12.   |  |
|     |                        |                                  |                      |  |
| 13. | A könnyek hatalma      | Big Gump's Don't Cry             | 1987. december 19.   |  |